# 奇跡のウェディングマーチ
- 奇跡のウェディングマーチ
- 奇跡のウエディングマーチ

「奇跡のウェディングマーチ」（きせきのウェディングマーチ）は、NOKKOの2枚目のシングルである。1992年4月22日発売。発売元はソニー・ミュージックレコーズ。

## 概要
- 『Hallelujah』からのリカットシングル。
- ミュージック・ビデオが制作された、『CLUB HALLELUJAH & CLIPS』[2]や『NOKKO ARCHIVES 1992-2000』[3]に収録。

## 収録曲
全作詞：NOKKO
1. 奇跡のウェディングマーチ
  - 作曲：NOKKO、Tim Brinkhurst、Leigh Gorman
2. 今どきの男の子
  - 作曲：屋敷豪太

## 収録アルバム
- Hallelujah (#1, #2)
- THE BEST OF NOKKO (#1)
- NOKKO'S SELECTION, NOKKO'S BEST (#1, #2)